# Distretto di Hınıs
Il distretto di Hınıs (in turco Hınıs ilçesi) è uno dei distretti della provincia di Erzurum, in Turchia.
| Controllo di autorità | VIAF (EN) 221053030 · LCCN (EN) no2011198164 |